# Galanthus valentinei
Galanthus valentinei är en amaryllisväxtart som beskrevs av Günther von Mannagetta und Lërchenau Beck. Galanthus valentinei ingår i släktet snödroppar, och familjen amaryllisväxter. Inga underarter finns listade i Catalogue of Life.